# Big-band

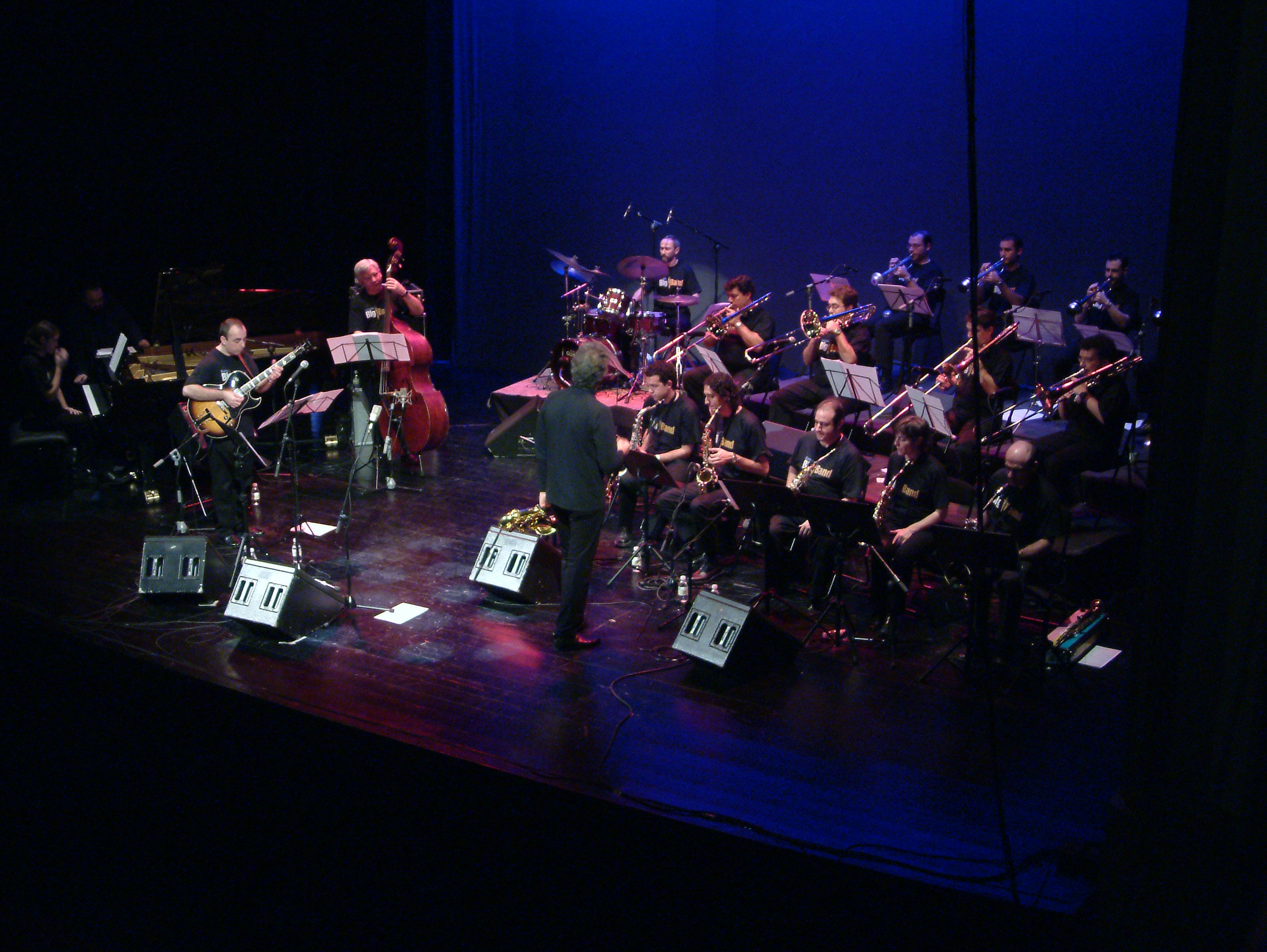
Big-band w sekcji dętej, czyli podzielony na 3 główne podsekcje: trąbek, puzonów i saksofonistów

Big-band (z ang. dosł. „duży zespół”) – zespół muzyczny wykonujący muzykę jazzową lub rozrywkową.
Największą popularność ten typ zespołu osiągnął w latach 30. i 40. XX wieku w czasach epoki swingu.
Zwykle muzyka dla big-bandów jest w wysokim stopniu aranżowana, co pozostawia mniejsze pole manewru dla solistów jazzowych, w przeciwieństwie dla małych formacji jazzowych, gdzie dużą rolę odgrywa improwizacja. W epoce free jazzu istniały też big bandy, które nie używały zapisanych aranżacji (np. Sun Ra Orchestra, The Art Ansamble Of Chicago).
Big-band nigdy nie miał do końca ustalonego składu instrumentalnego, ani też liczby muzyków w nim grających. Zwykle było ich od kilkunastu do kilkudziesięciu, podzielonych na sekcje. Klasyczny big-band składa się z sekcji rytmicznej (złożonej z perkusji, fortepianu, kontrabasu, gitary) i sekcji dętej podzielonej zazwyczaj na trzy podsekcje: sekcja trąbek, sekcja puzonów i sekcja saksofonów. Oprócz tego stosuje się także inne instrumenty dęte, zarówno drewniane (głównie flety i klarnety), jak i blaszane (flugelhorny i czasami tubę).

## Struktura

### Sekcja dęta

#### Sekcja saksofonów
Sekcja saksofonów zazwyczaj składa się z pięciu muzyków: dwóch grających na saksofonach altowych, dwóch na saksofonach tenorowych i jeden na saksofonie barytonowym. Prowadzącym sekcji, który określa ogólny styl i głośność gry jest zazwyczaj pierwszy saksofonista altowy. Jeśli wymaga tego aranżacja, muzycy grają także na innych instrumentach dętych, takich jak flety, klarnety i saksofony sopranowe (czasami oboje i fagoty).

#### Sekcja dęta blaszana
Sekcja blaszana to ogólny termin określający sekcje trąbek i sekcję puzonów (czasami waltorni). Instrumenty te mogą też korzystać z różnego rodzaju tłumików zmieniających efekt brzmieniowy, powszechnie stosowanych w jazzie.

##### Sekcja trąbek
Sekcja trąbek składa się zwykle z czterech do pięciu muzyków, z których każdy gra osobną partię. Sekcji przewodzi zazwyczaj pierwsza (albo prowadząca) trąbka, grająca najwyższą i najtrudniejszą partię. Jeśli sekcja gra tutti, prowadzący trębacz jest uznawany za muzyka prowadzącego. Drugi trębacz to zazwyczaj improwizujący solista.

##### Sekcja puzonów
Sekcja puzonów składa się z zazwyczaj z trzech puzonów tenorowych i jednego puzonu basowego. Czasami dodawany jest jako piąty instrument tuba.

### Sekcja rytmiczna
Sekcja rytmiczna z reguły składa się z fortepianu, perkusji, kontrabasu (lub gitary basowej) i gitary.
W klasycznych big bandach gitara była używana najczęściej jako instrument czysto rytmiczny.
Zestaw perkusyjny składa się zazwyczaj z bębna basowego, werbla, tom-tomów, hi-hatu i talerzy typu ride i crash.
Fortepian (najczęściej pianino) miał zazwyczaj funkcję rytmiczno-harmoniczną.
We współczesnych big-bandach używa się często dodatkowych instrumentów jak syntezatory, rozbudowane sekcje instrumentów perkusyjnych, elektryczne piana (piano fendera) i inne.

## Historia
Swingowe zespoły były bardzo popularne od końca lat 20. do początku lat 50. XX wieku. Zastosowanie rozszerzonego składu (kilku muzyków w każdej sekcji) wpływało na głośność muzyki granej przez big band w często zatłoczonych, gwarnych salach tanecznych (balowych). Popularyzacja dużych orkiestr jazzowych wiązała się z popularyzacją odmiany tanecznej jazzu. Przeniesienie muzyki na duże sale taneczne i koncertowe wymusiło powiększenie składów w celu wzmocnienia dźwięku. Systemy nagłośnieniowe stosowano prawie wyłącznie dla solistów (frontmenów).
Później frontmeni wraz z zespołami odgrywali różne style jazzowe, na przykład orkiestra Gila Evansa zapoczątkowała styl cool, a Jaco Pastorious Big Band grał fusion.
Współczesne big bandy grają wszystkie odmiany jazzu.